# Jean Paul Barbier-Mueller
 (février 2023).
Si vous disposez d'ouvrages ou d'articles de référence ou si vous connaissez des sites web de qualité traitant du thème abordé ici, merci de compléter l'article en donnant les références utiles à sa vérifiabilité et en les liant à la section « Notes et références ».
Pour les articles homonymes, voir Barbier, Mueller et Jean Barbier (homonymie).
Jean Paul Barbier-Mueller, né à Genève le 17 mai 1930, et mort le 22 décembre 2016, était un collectionneur suisse.

## Biographie
Il a subi l’influence d’un père chirurgien-dentiste que tout passionnait : la poésie, la philosophie, la musique (une de ses œuvres fut créée à Seattle en 1985) ou la science (il obtint son doctorat en biologie à l’âge de 47 ans).
Après des études de droit à Genève et à Londres, il s’inscrit au Barreau, mais se retrouve assez rapidement au service d’une grande banque, puis directeur, à 28 ans, d’une société financière, puis dans la vente où il remarqué pour ses talents de vendeur persuasif et compétent. En 1960, il crée sa propre entreprise, avec les financements de sa belle famille, la Société privée de gérance, spécialisée dans la gestion du parc locatif immobilier d’investisseurs institutionnels et la construction d’immeubles à caractère social. En 1985, il prend le nom de Jean-Paul Barbier-Mueller pour que ses descendants puissent porter le nom de son beau-père, le collectionneur soleurois Josef Mueller.
À la suite de son beau-père, il se prend de passion pour les arts « non occidentaux ». Avec sa femme Monique (qu'il a épousé en 1954), il crée en 1977 le musée Barbier-Mueller, qui organise plus de soixante-quinze expositions, la plupart accompagnées d'importants catalogues, présentant les différentes sections de la collection familiale, avec la collaboration des plus grands musées d’Europe, d’Amérique et d’Asie. Il conduit lui-même ou finance des recherches à Sumatra, en Côte d’Ivoire et en Guinée. Il est ainsi l'un des meilleurs connaisseurs de l'éthnie Batak, au nord de Sumatra. En mai 1997, le musée Barbier-Mueller d'art précolombien, en face du musée Picasso, ouvre ses portes à Barcelone. La municipalité propose un prêt de longue durée du Palais Nadal, restauré à cet effet, pour exposer environ 400 œuvres d'art de l'Amérique préhispanique.  En 2010 est créée la fondation culturelle musée Barbier-Mueller pour les cultures en péril.
Jean Paul Barbier-Mueller est aussi un spécialiste reconnu de la poésie et de l’histoire française du XVIe siècle. Bibliophile dès l’âge de treize ans, il a rassemblé l’une des bibliothèques les plus exhaustives consacrées à Ronsard et aux auteurs de la Pléiade, mais aussi à de très nombreux minores. Intitulé Ma Bibliothèque poétique, le catalogue de cette collection, à visée bibliographique, compte neuf volumes in-folio publiés. J.P. Barbier-Mueller a également écrit de nombreux articles pour des revues comme Bibliothèque d’humanisme et Renaissance ou Le Bulletin du bibliophile dans le domaine de l’histoire du livre et de la littérature. Les principaux fleurons de cette bibliothèque ont été présentés au public lors des expositions Mignonne, allons voir... à la Fondation Martin Bodmer (2007) et au sein du célèbre cabinet des livres du Château de Chantilly (2008), avec un catalogue éponyme rédigé par l'historien Nicolas Ducimetière. En 1997, sa femme et lui ont créé, en faveur de l’université de Genève, la fondation Barbier-Mueller pour l’étude de la poésie italienne de la Renaissance, qui regroupe à l’heure actuelle près de cinq cents volumes d’éditions rares de poètes du XIVe au XVIe siècle. Le catalogue de ce fonds, rédigé par le professeur Jean Balsamo, a été publié en juin 2007. Il a par ailleurs offert au musée international de la Réforme de Genève une importante collection de livres rares et de prestigieux autographes. Présenté en exposition permanente au sein de la salle Barbier-Mueller, cet ensemble retrace chronologiquement l’histoire complexe des Guerres de religion françaises du XVIe siècle. 

## Distinctions et prix
- Commandeur dans l’ordre national de la Légion d'honneur (France)
- Commandeur dans l’ordre des Arts et Lettres (France)
- Commendatore dell’Ordine al merito della Repubblica italiana (Italie)
- Officier de l’Ordre royal d’Isabelle la Catholique (Espagne)
- Grand-officier de l'Ordre royal du mérite civil (Espagne)
- Officier de l'ordre du Mérite ivoirien (Côte d'Ivoire)
- Prix mondial Nessim Habif (Université de Genève, 2008)
- Prix du rayonnement de la langue et de la littérature françaises (Académie française, 2016)

### Écrits et études personnels
- « Ronsard est-il l’auteur de trois poèmes inconnus contre les Jésuites ? », dans Bulletin du Bibliophile, IV, 1975, pp. 363 sqq.
- Ma Bibliothèque poétique – Première partie : éditions des XVe et XVIe siècles des principaux poètes français (de Guillaume Lorris à Louise Labé), Genève, Éditions Droz, 1973
- Ma Bibliothèque poétique – Deuxième partie : Ronsard, Genève, Éditions Droz, 1990
- Ma Bibliothèque poétique – Troisième partie : Ceux de la Pléiade, Genève, Éditions Droz, 1994
- Bibliographie des discours politiques de Ronsard, collection « Travaux d’Humaniste et Renaissance », Genève, Éditions Droz, 1996 (édition revue et augmentée)
- Ma Bibliothèque poétique – Quatrième partie, tome I : contemporains et successeurs de Ronsard (d'Aubigné à Des Masures), Genève, Éditions Droz, 1998
- Ma Bibliothèque poétique – Quatrième partie, tome II : contemporains et successeurs de Ronsard (de Desportes à L’Aubespine), Genève, Éditions Droz, 2001
- Ma Bibliothèque poétique – Quatrième partie, tome III : contemporains et successeurs de Ronsard (de La Gessée à Malherbe), Genève, Éditions Droz, 2002
- « Jean de Chevigny et Jean-Aymé de Chavigny », dans Bibliothèque d’humanisme et Renaissance, LXIII-2, Genève, Éditions Droz, 2004, pp. 297-304
- « Jean Édouard du Monin, voleur de feu… d’artifice – Essai biographique », dans Bibliothèque d’humanisme et Renaissance, LXVI-2, Genève, Éditions Droz, 2004, pp. 311-330
- Ma Bibliothèque poétique - Quatrième partie, tome IV : contemporains et successeurs de Ronsard (de Des Marquets à Pasquier), Genève, Éditions Droz, 2005
- « Pour une chronologie des premières éditions de la Satyre Ménippée (1593-1594) », dans Bibliothèque d’humanisme et Renaissance, LXVII-2, Genève, Éditions Droz, 2005, pp. 373-394
- La Parole et les Armes – Chronique des Guerres de Religion en France (1562-1598), Paris, Éditions Hazan, 2006 Compte-rendu

- « Trois poètes réformés à Genève : Goulart, Poupo et Du Chesne », actes du colloque Goulart de 2006)« Un disciple peu connu de Ronsard : Antoine de Blondel et le cénacle de Douai », Revue des Amis de Ronsard, 2008
- Ma Bibliothèque poétique, Quatrième partie, tomes V et VI
- Dictionnaire biographique des poètes français de 1550 à 1630

### Ouvrages en collaboration
- Avec André Jeanneret, Christian Kaufmann, Jean Laude, William Rubin et Claude Savary, Arts d’Océanie, d’Afrique et d’Amérique, Genève, Musée Barbier-Mueller, 1977 (130 pages, 28 ill. couleur et N/B)
- Avec Octavio Paz, Michel Butor, Henri Stierlin, Danièle Lavallée et alii, Art millénaire des Amériques, Paris et Genève, Éditions Arthaud et Musée Barbier-Mueller, 1992 (384 pages, 154 photos, 148 planches couleur, 9 cartes géographiques en couleur)
- Avec Michel Butor, Parures, Paris, Éditions de l’Imprimerie nationale, 1994 (248 pages, 175 photos couleur)
- Avec Renato Caprini, Monique Barbier-Mueller, William Rubin, Franz Meyer, Pierre Schneider, John Russell et Jean Tinguely, De Cézanne à “l’art nègre” - Parcours d’un collectionneur, Genève, Musée Barbier-Mueller, 1997 (121 pages, 54 planches et 31 ill. en couleur et deux tons)
- Avec Ian C. Glover, Janet Hoskins, Alain Viaro et Arlette Ziegler, Messages de pierre, Milan, Éditions Skira, 1998 (211 pages, 53 ill., 52 planches couleur, 6 cartes géographiques)

### Autres
- Indonésie et Mélanésie, Genève, Musée Barbier-Mueller, 1977 (120 pages, 160 ill. N/B, 37 cartes géographiques)
- En pays toba – Les lambeaux de la tradition, Genève, Musée Barbier-Mueller, 1982 (238 pages, 175 ill. N/B, 31 ill. couleur, 3 cartes géographiques)
- Art des Steppes, Genève, Musée Barbier-Mueller, 1996 (75 pages, 27 photos couleur, 1 carte géographique)
- Guide de l’Art précolombien, Milan, Éditions Skira, 1997 (102 pages, 77 photos couleur, 8 cartes géographiques)
- Civilisations disparues, avec une préface de Jean-François Revel, de l’Académie française, Paris, Éditions Assouline, 2000 (432 pages, 33 ill. N/B, 247 ill. couleur, 19 cartes)
- Rêves de collection, sept millénaires de sculptures inédites, Paris et Genève, Éditions Somogy et Musée Barbier-Mueller, 2003 (193 pages, 70 planches couleur, 9 cartes géographiques)